# Szépe György
Szépe György (Nagykőrös, 1931. április 19. – Budapest, 2012. július 11.) magyar nyelvész, egyetemi tanár, a nyelvtudományok doktora, tudományszervező.
A válaszokat nem biztos, hogy tudni kell, de a kérdéseket igen.

## Életpályája
Értelmiségi családba született, édesanyja tanítónő, édesapja – több nyelven beszélő – ügyvéd volt. Nővérével, Margittal óvodás koruktól német, majd francia környezetben is nevelkedtek, a háború előtti években jellemző fräuleinek (német lányok), illetve francia mademoiselle-k társaságában. Tanulmányait Nagykőrösön kezdte 1937-ben, ahol elemi iskolába a Dunamelléki Református Egyházkerület tanítóképzőjébe járt.
Nyolcosztályos gimnáziumi tanulmányai a második világháború éveire estek és három korszakban (saját szavaival: a régi világban, a zűrzavaros átmenet idején és az új világ élhető részében) folytak. Középiskolai tanulmányait Nagykőrösön kezdte, majd a család Nagykőröstől Bajorországig történő meneküléséből adódóan 1944-46-ban több gimnáziumban is megfordult, míg visszatérésük után Nagykőrösön érettségizett 1949-ben. Közben részt vett a franciaországi 1947. évi Cserkész világtalálkozón. Itt ismerkedett meg Hankiss Elemérrel, akivel barátok maradtak.
Egyetemi tanulmányait 1949-ben Debrecenben kezdte meg, ahonnan 1950-ben áthelyezték Budapestre, mivel a vidéki egyetemeken szüneteltették a „nyugati nyelvek” tanárainak képzését. Végül az Eötvös Loránd Tudományegyetemen szerzett magyar-francia szakos tanári diplomát 1953-ban. Kivételes nyelvérzékét mutatta, hogy egyetemista korában már hat nyelvet beszélt és értett néhány további nyelv filológiájához is.
Diplomázása után – egy féléves nagykanizsai tanári munkát követően – az MTA Nyelvtudományi Intézetében kezdte pályafutását. 1963-ban kulcsszerepet játszott az MTA Számítástechnikai Központjában a Matematikai Nyelvészeti Kutatócsoport megalapításában.
1964-ben Kiefer Ferenccel együtt elindította az ELTE Bölcsészettudományi Karán a matematikai (később általános és alkalmazott) nyelvészeti szakot. 1982-től a Pécsi Tudományegyetem (akkor Janus Pannonius Tudományegyetem) professzora lett, ahol megalapította a Nyelvtudományi Tanszéket. 2001-től professor emeritusként tevékenykedett.
1965-ben elnyert Ford ösztöndíjjal egy évet töltött az Amerikai Egyesült Államokbeli MIT-n, majd 1990-1992-ben, két éven át vendégtanár volt a Rutgers Egyetemen.
1999-ben szívműtéten esett át, 2011-ben stroke érte, 2012-ben bekövetkezett halála után Nagykőrösön temették el.

## Tudományos munkássága
Szépe György tudományos érdeklődése rendkívül szerteágazó volt. Foglalkozott többek között:
- magyar nyelvjárástannal és fonetikával,
- fonológiával,
- szemiotikával,
- nyelvoktatással és a magyar mint idegen nyelv tanításával,
- nyelvpolitikával, ennek kapcsán az emberi jogokkal, de tágabb összefüggésben
- a magyar közoktatási rendszer továbbfejlesztésével is.[6]

Ormos Mária egyenesen polihisztorként említette.
1969-ben bölcsészdoktorátust, 1972-ben kandidátusi fokozatot, 1982-ben egyetemi tanári címet (JPTE), 2000-ben egyetemi magántanári címet (ELTE BTK), 2008-ban az MTA doktora címet szerzett.
Szépe György úttörő szerepet játszott a modern nyelvészeti irányzatok, köztük Noam Chomsky generatív grammatikájának magyarországi megismertetésében és elterjesztésében.

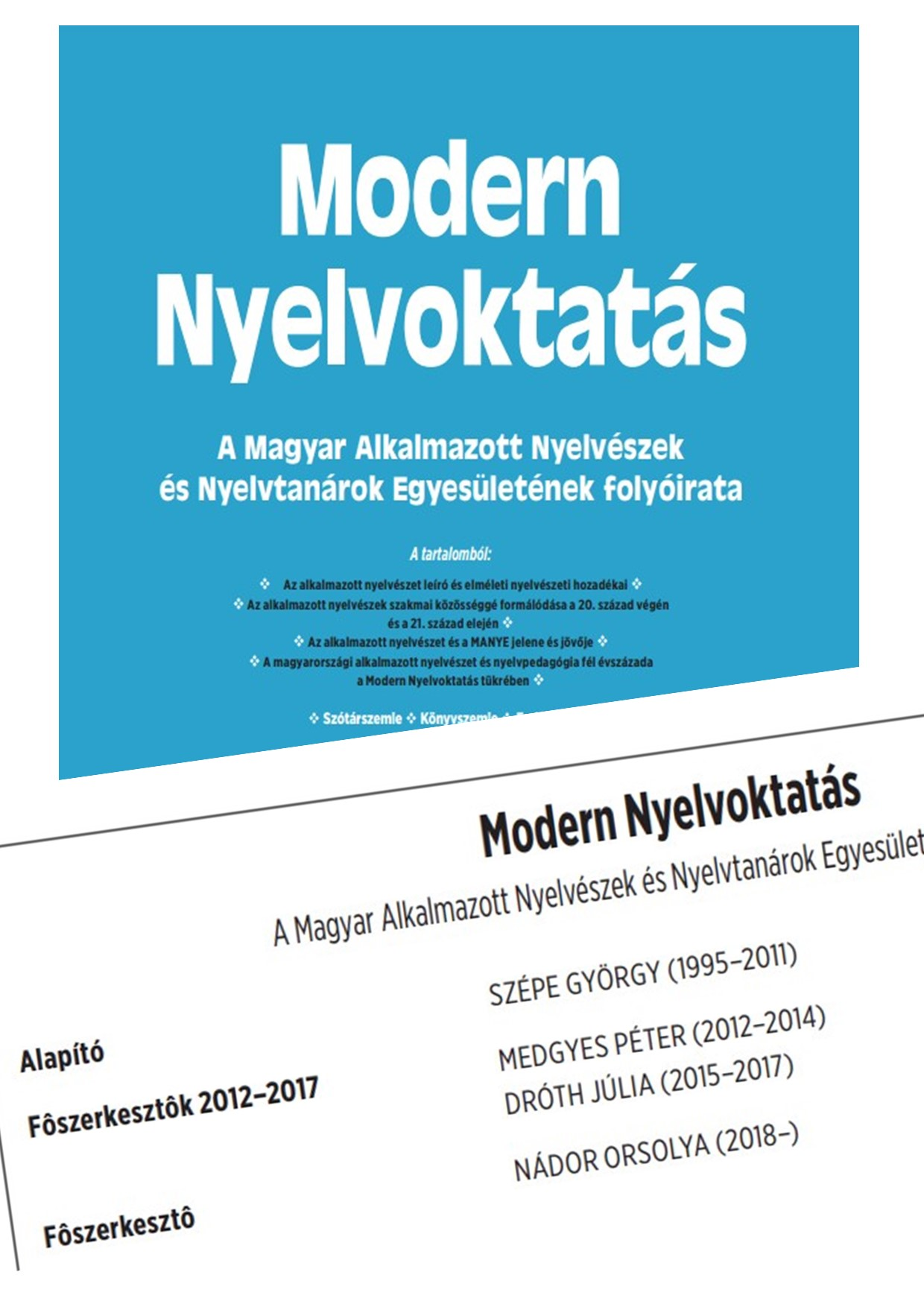
Jubileum az alapító 66 említésével

A nyelvészek közösségének szervezését a Tudományos Ismeretterjesztő Társulat keretében kezdte, amelynek alelnöke volt. Innen indult a Magyar Alkalmazott Nyelvészek és Nyelvtanárok Egyesületének (MANYE) megalapítása, majd a Modern Nyelvoktatás, az egyesület folyóiratának kiadása is. Az egyesület első elnöke, valamint a folyóiratnak alapító főszerkesztője Szépe György volt.
1964-ben Telegdi Zsigmonddal közösen megalapítják az ELTE BTK Általános és alkalmazott nyelvészet szakját.
Kezdeményezője és kivitelezője volt a Pécsi Tanárképző Főiskola egyetemmé történő átalakításának, és azon belül bölcsészkart hoztak létre. Megalapította a Nyelvtudomány tanszéket (amelyben magyar nyelvészetet és általános nyelvészetet egyaránt tanítottak), majd – Magyarországon elsőként – az 1990-es években az Alkalmazott nyelvészet doktori programot.

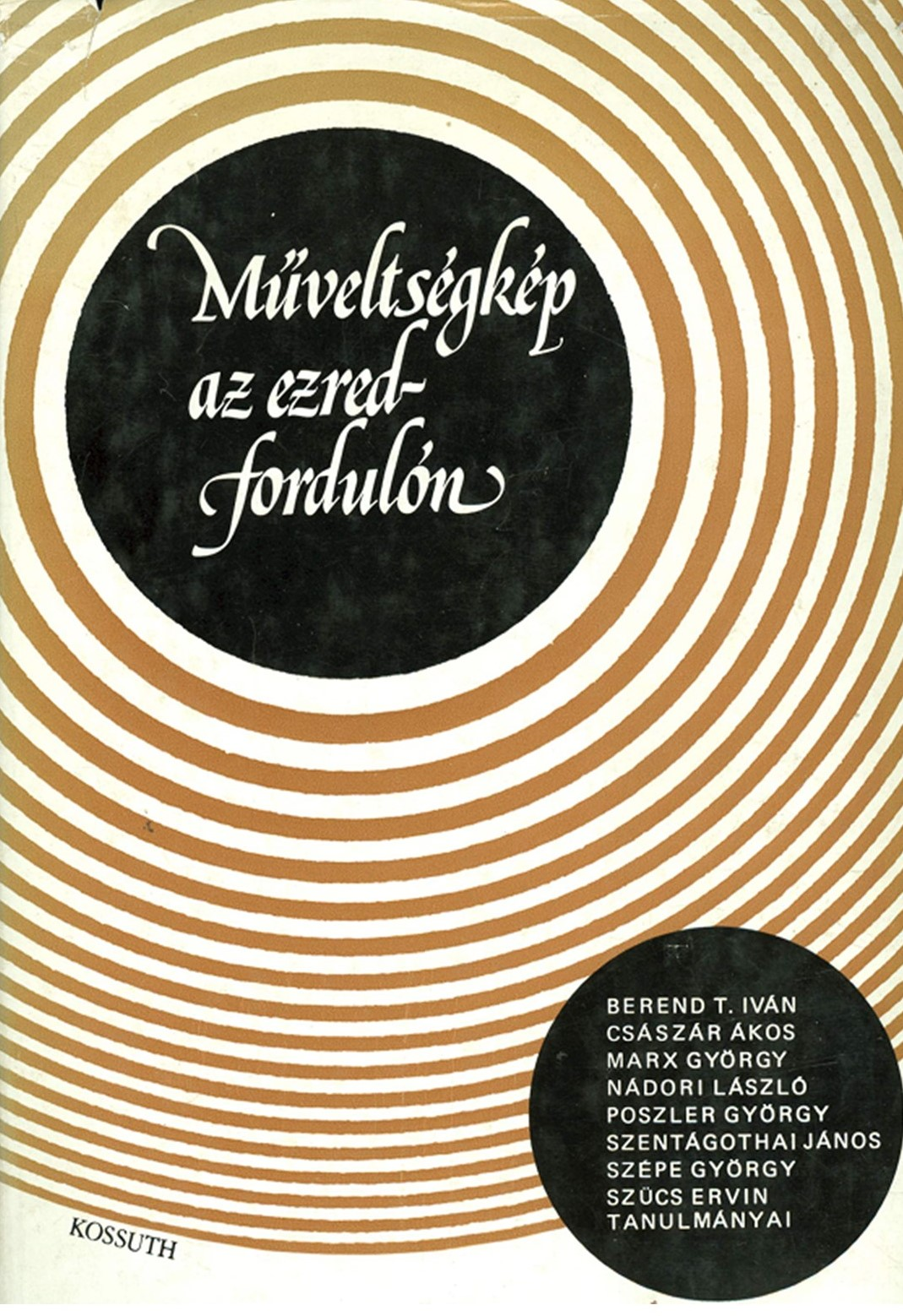
Műveltségkép az ezredfordulón (1980)

Az 1970-es évek elején alakult meg MTA Elnökségi Közoktatási Bizottsága (MTA EKB), amelynek Szépe György volt a titkára. Az évtized végére – az Oktatási Minisztériummal való együttműködés kialakulását követően – az MTA EKB az MTA–OM Köznevelési Bizottságává alakult. A Bizottság javaslatait a Műveltségkép az ezredfordulón (1980) című kötet foglalta össze.
Kiterjedt nemzetközi kapcsolatai keretében főtitkára volt a nyelvtanárok nemzetközi föderációjának, amelytől 2008-ban „FIPLV International Award” kitüntető elismerést kapott.
Az 1980-as évektől kezdve egyre inkább a nyelvpolitika kérdései foglalkoztatták. Évekig az UNESCO nyelvi jogi szakértőjeként is tevékenykedett.
Főszerkesztője volt a Modern nyelvoktatás. Alkalmazott nyelvészeti szakfolyóiratnak (1995–, fel. szerk. Blaschtik Éva). Szerkesztője volt az Alkalmazott nyelvészet könyvsorozatnak (1998–, MTA Nyelvtudományi Intézet).
2012. szeptember 12-én, 81 éves korában hunyt el. Munkássága meghatározó hatást gyakorolt a modern magyar nyelvtudomány fejlődésére és több nyelvészgeneráció gondolkodására.

## Kiemelt szakmai közéleti tevékenysége
Alapítója és hosszú éveken át elnöke, majd örökös tiszteletbeli elnöke volt a Magyar Alkalmazott Nyelvészek és Nyelvtanárok Egyesületének (MANYE)., valamint a Modern Nyelvoktatás című folyóirat alapító főszerkesztője.
A FIPLV (Fédération Internationale des Professeurs des Langues Vivantes) főtitkára volt.

## Díjai, elismerései
- Bugát Pál-emlékérem (TIT)
- Akadémiai Díj I. fok (1964)
- Brassai Sámuel-díj (2000)
- Grastyán Endre-díj (Pécs) (2002)
- Magyar Köztársasági Érdemrend Középkeresztje (2004)

## Főbb művei
- A sci-fi nyelvészeti problémái; in: A holnap meséi. Írások a sci-firől; szerk., bev. Kuczka Péter; Kossuth, Budapest, 1973
- "Less taught languages in Europe". Their place in education and their role; UNESCO, Paris, 1980
- Nyelvpolitika: múlt és jövő; Iskolakultúra, Pécs, 2001 (Iskolakultúra)
- A folyton megújuló nyelvészet. Szépe György nyelvészeti írásaiból tanárok és diákok részére; vál., szerk. Terts István; Tinta, Budapest, 2011 (Segédkönyvek a nyelvészet tanulmányozásához)[17] ISBN 9789639902862
- Nyelvészportrék; szerk. Szöllősy Éva; Tinta, Budapest, 2013 (Segédkönyvek a nyelvészet tanulmányozásához)

### Szerkesztések, válogatások
- Nyelvfeldolgozás és dokumentáció. Tanulmányok; szerk. Szépe György, közrem. Szelezsán Irén; OMKDK soksz., Budapest, 1967 (A tudományos tájékoztatás elmélete és gyakorlata)
- Nyelv és kommunikáció, 1-2.; szerk. Szecskő Tamás, Szépe György; Magyar Rádió és Televízió Tömegkommunikációs Kutatóközpont, Budapest, 1969
- Roman Jakobson: Hang – jel – vers; szerk., utószó Fónagy Iván, Szépe György, ford. Barczán Endre et al.; Gondolat, Budapest, 1969
- Nyelvészet és gyakorlat. Tanulmánygyűjtemény; szerk. Benkő Lóránd, Szépe György; Akadémiai, Budapest, 1971 (Nyelvtudományi értekezések)
- Nyelv és társadalom; szerk. Telegdi Zsigmond, Szépe György; Akadémiai, Budapest, 1972
- Roman Jakobson: Hang – jel – vers; szerk., utószó Fónagy Iván, Szépe György, ford. Barczán Endre et al.; 2. bőv. kiad.; Gondolat, Budapest, 1972
- Papers in interdisciplinary speech research. Proceedings of the Speech Symposium. Szeged, August 26-29., 1971.; szerk. Hirschberg Jenő, Szépe György, Vass-Kovács Emőke; Akadémiai, Budapest, 1972
- A nyelvtudomány ma. Szemelvények korunk nyelvészetéből; szerk., vál., bev. Szépe György, ford. Antal László et al.; Gondolat, Budapest, 1973
- A nyelv hangdominiuma; szerk. Telegdi Zsigmond, Szépe György; Akadémiai, Budapest, 1974
- Jel és közösség. Szemiotikai tanulmánygyűjtemény; szerk. Voigt Vilmos, Szépe György, Szerdahelyi István; Akadémiai, Budapest, 1975 (Muszeion-könyvtár)
- A jel tudománya; vál., tan. Horányi Özséb, Szépe György, ford. Antal László et al.; Gondolat, Budapest, 1975
- Társadalom és nyelv. Szociolingvisztikai írások; vál. Pap Mária, Szépe György, bev. Szépe György, ford. Bollobás Enikő et al.; Gondolat, Budapest, 1975
- Az anyanyelvi oktatás korszerűsítéséért. Tanulmányok, szakvélemények, javaslatok; szerk. Szépe György; Tankönyvkiadó, Budapest, 1976
- Papers in computational linguistics; szerk. Papp Ferenc, Szépe György; Akadémiai–Mouton, Budapest–The Hague–Paris, 1976
- A szöveg megközelítései; szerk. Telegdi Zsigmond, Szépe György; MTA, Budapest, 1976
- Lotz János: Szonettkoszorú a nyelvről; vál., szerk. Szépe György; Gondolat, Budapest, 1976
- A nyelvről való gondolkodás története; szerk. Telegdi Zsigmond, Szépe György; MTA, Budapest, 1981
- Roman Jakobson: A költészet grammatikája; vál., szerk. Fónagy Iván, Szépe György, utószó Fónagy Iván, ford. Albert Sándor; Gondolat, Budapest, 1982
- Az anyanyelvi nevelés fejlesztésének nemzetközi tapasztalatai. Tanulmányok; szerk. Szépe György, ford. Albert Sándor; Tankönyvkiadó, Budapest, 1985
- "Nyelvoktatási stratégiák és taktikák". Az 1981. október 21-22-i pécsi országos konferencia magyar nyelvű előadásai; szerk. Gergely János, Szépe György; TIT, Budapest, 1986
- Nyelvészet és pszichológia; szerk. Telegdi Zsigmond, Pléh Csaba, Szépe György; Akadémiai, Budapest, 1995
- Nyelvpolitika; vál. Szépe György, szerk. G. Molnár Barbara; VEK, Veszprém, 1998 (Nyelv, politika, oktatás kiskönyvtár sorozat)
- Nyelv, hatalom, egyenlőség. Nyelvpolitikai írások; szerk. Szépe György, Derényi András; Corvina, Budapest, 1999 (Egyetemi könyvtár)
- Applied Russian studies in Hungary / Prikladnaja ruszisztyika v Vengrii; szerk. Szépe György, Lendvai Endre; Krónika, Pécs, 2000
- Nyelvi jogok; vál. Szépe György, szerk. Csernusné Ortutay Katalin, Forintos Éva; Veszprémi Egyetemi Kiadó, Veszprém, 2000 (Nyelv, politika, oktatás kiskönyvtár sorozat)
- A jel tudománya. Szemiotika; vál., tan. Horányi Özséb, Szépe György, ford. Antal László et al.; 2. bőv. kiad.; General Press, Budapest, 2005

## Érdekesség
Helyesírási különvéleménye volt:
„Szépe György természetesen ismerte és hivatalos írásaiban, publikálásra szánt munkáiban követte a helyesírási szabályokat. A különírás híveként azonban ragaszkodott egy-egy szabálytalan különírás vagy kötőjelezés becsempészéséhez, ha ezzel a könnyebb megértést támogatta, mondatainak tagolása érdekében pedig nem egyszer vállalta a központozási szabályok áthágását.” – írták a róla megemlékező és munkáinak összefoglalóját adó Modern Nyelvoktatás kötet szerkesztői.

## Emlékezete
- Terts István: Szépe György 80 éves (2011)[19]
- Az MTA Nyelvtudományi Intézet 2014-ben Szépe György publikációs díjat alapított emlékére.[7]
- A Modern Nyelvoktatás Szépe György-emlékszáma (2016)[20]